# Josola-Gletscher
Der Josola-Gletscher (bulgarisch ледник Йозола lednik Josola) ist ein 5 km langer und 1,7 km breiter Gletscher im Norden der Alexander-I.-Insel westlich der Antarktischen Halbinsel. In den Sofia University Mountains fließt er in nordnordwestlicher Richtung zwischen Mount Braun und dem Balan Ridge zum Palestrina-Gletscher. 
Die bulgarische Kommission für Antarktische Geographische Namen benannte ihn 2009 nach dem Josolasee im Rilagebirge in Bulgarien.